# Кијан Роберт Лоли
Кијан Роберт Лоли (енгл. Kian Robert Lawley; Су Сити, Сједињене Америчке Државе, 2. септембар 1995) познатији само као Кијан Лоли, амерички је јутјубер и глумац. 
Кијан је 2010. године покренуо свој лични јутјуб канал, „superkian13”, био је део заједничког јутјуб канала „Our2ndLife”, који је тренутно неактиван, а сада дели јутјуб канал „KianAndJc” са колегом јутјубером Џеј-Си Кејленом (енгл. Jc Caylen).

## Рани живот
Кијан Роберт Лоли рођен је 2. септембра 1995. године у Су Ситију, Ајова, Сједињене Америчке Државе. Има пољско, ирско и немачко порекло. Када је био мали са породицом се преселио у Сан Клементе, Калифорнија.

## Каријера

### Јутјуб каријера
Кијан је свој први и лични јутјуб канал „superkian13” покренуо 2010. године, такође је 2011. године имао и заједнички канал „KianSam13” са јутјубером Сем Поторфом. Лоли је затим 2012. године, заједно сам колегама и пријатељима јутјуберима Џеј-Си Кејленом, Рики Дилоном, Треви Мораном, Конор Франтом и Сем Поторфом, отворио јутјуб канал „Our2ndLife” (што у преводу значи „Наш други живот”) познатији само као „O2L”. Канал је нарастао на преко 2,8 милиона претплатника, а 2014. године имали су и турнеју кроз 19 градова, али је се ова јутјуб група раздвојила у децембру исте године. Кијан Лоли и Џеј-Си Кејлен покренули су свој заједнички канал „KianAndJc” у јануару 2015. 

### Глумачка каријера
Лоли је прву главну улогу имао у филму The Chosen из 2015. године, у којем је глумео 19-огодишњака који мора да се бори са демоном како би спасао своју рођаку. Године 2016. заједно са Белом Торн, глумео је у комедији Shovel Buddies. У марту 2016. године филм је одабран и премијерно приказан на SXSW Festival-у. У интервјуу о филму Кијан је изјавио: „Не планирам да одустанем од јутјуба, планирам да се бавим и глумом и јутјубом”. Лоли је такође глумео и као „Bean Boy" 2016. године у Тејлор Перијевој комедији Boo! A Madea Halloween.
Кијан и Џеј-Си су 2017. године били глумци али и извршни продуценти своје емисије H8TERS, комедије о познатим личностима са интернета. Исте године, Кијан је имао улогу у филму Before I Fall, за коју је добио награду у категорији Choice Movie Actor: Drama на Доделама награда по избору тинејџера (енгл. Teen Choice Awards). 2017. године играо је главну улогу у серији „Zac and Mia", која прати живот двоје обичних тинејџера који се лече од рака. Серија је била номинована у шест категорија на Daytime Emmy Awards, а освојила је две награде. AwesomenessTV је 2017. године снимио и другу сезону серије „Zac and Mia".
5. фебруара 2018. године објављено је да је Кијан изгубио своју улогу у филму The Hate U Give због старог снимка који је објављен, а у којем се види Кијан, који користи расно увредљиве псовке. Његове сцене, момка главне јунакиње, поново је снимио глумац Кеј Џеј Апа (енгл. KJ Apa). Кијан је на свом твитер налогу објавио извињење, рекавши: „Јако ми је жао због оних на које је утицао мој избор речи. Поштујем одлуку „Фокса" да изабере новог глумца за ову улогу у филму The Hate U Give, јер је важна прича и не би било прикладно да ја будем укључен с обзиром на моје поступке из прошлости. Разумем утицај и од тада сам много одрастао и научио." Накнадно га је напустила и његова агенција за таленте ЦАА.

## Филмографија
| Година | Изворни назив          | Улога         |
| ------ | ---------------------- | ------------- |
| 2015   | The Chosen             | Cameron       |
| 2016   | Shovel Buddies         | Dan           |
| 2016   | Boo! A Madea Halloween | Bean Boy      |
| 2017   | Before I Fall          | Rob Cockran   |
| 2018   | Monster Party          | Elliot Dawson |

| Година     | Изворни наслов       | Улога                | Напомена                             |
| ---------- | -------------------- | -------------------- | ------------------------------------ |
| 2017       | H8TERS               | Он/ Frank            | 10 епизода                           |
| 2017       | Apologies in Advance | Он                   | Сезона 1, финале                     |
| 2017       | Guilty Party         | Jake                 | 8 епизода                            |
| 2017-данас | Zac and Mia          | Zac Meier            | AwesomenessTV серија; главна улога   |
| 2020-данас | Perfect Commando     | Vantaa „Van" Hamlton | Elisa Viihde ТВ серија; главна улога |